# Oildale
Oildale är en ort (CDP) i Kern County, i delstaten Kalifornien, USA. Enligt United States Census Bureau har orten en folkmängd på 32 684 invånare (2010) och en landarea på 16,9 km².